# DeObia Oparei
DeObia Oparei (Londra, 1º gennaio 1971) è un attore e drammaturgo britannico di origini nigeriane.

## Biografia
Come autore teatrale, si ricorda la tragicommedia Crazyblackmuthafuckin'self, sua prima opera, che ha ricevuto buon riscontro di pubblico e di critica dopo la première al Royal Court Theatre. Dal 2015 al 2016 ha interpretato il ruolo di Areo Hotah nella serie televisiva Il Trono di Spade (Game of Thrones).

## Filmografia

### Cinema
- Alien³, regia di David Fincher (1992)
- Dark City, regia di Alex Proyas (1998)
- Moulin Rouge!, regia di Baz Luhrmann (2001)
- Piccoli affari sporchi (Dirty Pretty Things), regia di Stephen Frears (2002)
- Le quattro piume (The Four Feathers), regia di Shekhar Kapur (2002)
- The Foreigner - Lo straniero (The Foreigner), regia di Michael Oblowitz (2003)
- Thunderbirds, regia di Jonathan Frakes (2004)
- Doom, regia di Andrzej Bartkowiak (2005)
- 7 Seconds, regia di Simon Fellows (2005)
- The Code (Thick as Thieves), regia di Mimi Leder (2009)
- Legacy, regia di Thomas Ikimi (2010)
- Mr. Nice, regia di Bernard Rose (2010)
- The Presence, regia di Tom Provost (2010)
- Death Race 2, regia di Roel Reiné (2011)
- Sua Maestà (Your Highness), regia di David Gordon Green (2011)
- Pirati dei Caraibi - Oltre i confini del mare (Pirates of the Caribbean: On Stranger Tides), regia di Rob Marshall (2011)
- Dredd - Il giudice dell'apocalisse (Dredd), regia di Pete Travis (2012)
- Tula: The Revolt, regia di Jeroen Leinders (2013)
- Little Devil, regia di Max Barber (2014)
- Independence Day - Rigenerazione (Independence Day: Resurgence), regia di Roland Emmerich (2016)
- Dumbo, regia di Tim Burton (2019)
- La furia di un uomo - Wrath of Man (Wrath of Man), regia di Guy Ritchie (2021)
- The Gray Man, regia di Anthony e Joe Russo (2022)

### Televisione
- Desmond's – serie TV, 1 episodio (1990)
- Blood Rights – serie TV, 3 episodi (1990)
- Medics – serie TV, 1 episodio (1990)
- Between the Lines – serie TV, 1 episodio (1992)
- Gallowglass – miniserie TV, 1 episodio (1993)
- Minder – serie TV, 1 episodio (1993)
- Doom Runners – film TV (1997)
- Wildside – serie TV, 1 episodio (1998)
- Trial & Retribution – serie TV, 2 episodi (1998)
- Holby City – serie TV, 1 episodio (2002)
- Answered by Fire – film TV (2006)
- Depth Charge – film TV (2008)
- Il Trono di Spade (Game of Thrones) – serie TV, stagione 5, 6 episodi (2015-2016)
- Proof – serie TV, 2 episodi (2015)
- Loki – serie TV, 2 episodi (2021)

## Doppiatori italiani
- Roberto Draghetti in The Foreigner - Lo straniero, Dredd - Il giudice dell'apocalisse
- Mario Bombardieri in Thunderbirds, Doom
- Simone Mori in 7 Seconds
- Alessandro Ballico in Death Race 2, Independence Day - Rigenerazione
- Roberto Fidecaro in Dumbo
- Dario Oppido in La furia di un uomo - Wrath of Man, The Gray Man